# Nioclás Tóibín
Pour les articles homonymes, voir Tóibín.
Nioclás Tóibín, né le 5 février 1928 à An Rinn ou Ring en anglais, (comté de Waterford, Irlande) et décédé le 19 septembre 1994, est un chanteur traditionnel irlandais (chant sean-nós). Il a remporté le Corn Chomhlucht an Oideachais (principale compétition de chant sean-nós en Irlande, organisée par Oireachtas), consécutivement de 1961 à 1963.

## Biographie
Nioclás Tóibín vient au monde en 1928 à An Rinn, dans la partie Gaeltacht du comté de Waterford. Ses parents, Séamas Tóibín et Maighréad Ní Sheanachain, sont tous deux des chanteurs sean-nós réputés, ayant eux-mêmes hérité cette tradition de leur famille. Son apprentissage de chanteur est également influencé par son instituteur, Pilip O' Foghlu.
An Rinn a longtemps possédé son propre style de chant traditionnel et Nioclás Tóibín en est le meilleur représentant. Il continue d'influencer des musiciens traditionnels contemporains tels que la flûtiste Mary Bergin (tin whistle) et l'ex-chanteur du groupe Danú, Ciarán O Gealbháin.
Il remporte le Corn Chomhlucht an Oideachais (principale compétition de chant sean-nós en Irlande, organisée par Oireachtas, dénommée Corn Uí Riada (en) depuis 1972), consécutivement de 1961 à 1963, ce qui constitue un record jamais égalé depuis.
Durant les années 1950 et 60, Nioclás Tóibín fait partie de ce petit nombre de chanteurs qui dominent le monde du chant gaélique.
Il enregistre deux albums avec le label Gael Linn en 1963 et 1977,.
Il est renommé pour sa voix puissante de ténor, à l'ambitus étendu, son contrôle de sa respiration, sa diction et son respect de la mélodie. Son usage des ornementations est plus sobre que dans le style du Connemara. Son répertoire, bien que centré sur sa région d'origine, contient des mélodies de toute l'Irlande, totalisant près de 300 chants. Ses interprétations les plus connues sont celles d'Ar Éirinn Ní Neosfainn Cé Hí, Na Connerys, Róisín Dubh et Oró Sé do Bheatha 'Bhaile.
Beaucoup de ses textes ont pour inspiration des œuvres de poètes irlandais célèbres tels que Piaras Mac Gearailt, Tomas Mac Craith, Padraig Denn et Padraig O'Mileadha.
L'année de sa mort, 1994, voit la publication d'un enregistrement, Rinn na nGael, réédité par la suite sur CD, qui révèle toute la puissance du chanteur.